# Vanderford Glacier
Vanderford Glacier är en glaciär i Antarktis. Den ligger i Östantarktis. Australien gör anspråk på området. Vanderford Glacier ligger 55 meter över havet.
Terrängen runt Vanderford Glacier är platt. Trakten är obefolkad. Det finns inga samhällen i närheten. 